# Sarten
Sarten (Sārt) war eine vor allem im 19. Jahrhundert gebräuchliche und in der ersten Hälfte des 20. Jahrhunderts außer Gebrauch gekommene Bezeichnung ethnologische Bezeichnung für die türkischsprachige, sesshafte Bevölkerung im russisch beherrschten Teil Zentralasiens.

## Etymologie und Geschichte des Begriffs
Das Wort Sārt, seit den Tagen des Mahmud al-Kāschgharī und des Qutadgu Bilig in der türkischen Literatursprache Zentralasiens nachweisbar, bedeutete ursprünglich so viel wie Kaufmann. Es wird als Lehnwort aus dem Sanskrit angesehen und von „sārthavāha“ mit der Bedeutung „Karawanenführer“ hergeleitet. Im Alttürkischen taucht es erstmals in der Form „sartbav“ in der Übersetzung einer buddhistischen Sutra auf und wird dort als „Anführer der Händler“ erklärt. Es wird angenommen, dass das Wort durch die Vermittlung des Sogdischen ins Alttürkische gelangt ist.
Es entwickelte sich dann in der Zeit des Mongolischen Großreichs und der postmongolischen Zeit zu der Bedeutung Tadschike und ist in Ableitungen auch für Muslim nachweisbar.

## Ethnologischer Hintergrund des Begriffs
In den im 19. Jahrhundert vom Russischen Reich eroberten Gebieten Zentralasiens bestand vom Einsetzen der schriftlichen Überlieferung an eine Bevölkerung, die sich vor allem iranischer Idiome bediente. Seit dem 2. vorchristlichen Jahrhundert strömten in dieses Gebiet aus dem nördlich und östlichen Steppenraum zunehmend Völker ein, deren Ethnizität im Einzelnen oft unklar und umstritten ist. Während es sich bei der ersten Welle dieser Art ab der Mitte des 2. vorchristlichen Jahrhunderts um Völker handelt, deren iranische Sprache so gut wie nicht in Zweifel gezogen wird, ist ab dem 6. nachchristlichen Jahrhundert die türkische Ethnizität der Zuwanderer nicht mehr zu bezweifeln, weil sie eben unter diesem Namen auch auftreten. Während die Steppennomaden nunmehr ausschließlich türkischer Ethnizität waren, blieben unter der sesshaften Bevölkerung iranische Sprachen, namentlich das Sogdische vorherrschend. Die Oberschicht akkulturierte sich aber an die Aristokratie der Steppenvölker, so dass sich unter der Bezeichnung „Türken“ offensichtlich auch iranischsprachige Personen finden. Beispielsweise ist ein muslimischer Autor der Ansicht, die Sprache der Türken unterscheide sich nicht von der Chorasans.
Seit der islamischen Eroberung waren in diesen Gebieten zwei linguistische Entwicklungen aktiv:
- die Verdrängung der mittelasiatischen lokalen iranischen Idiome durch das Neupersische und
- die darauf folgende allmähliche Verdrängung der Restbestände dieser Idiome und des Neupersischen durch das Türkische.[4]

Die Ursprünge des Neupersischen werden dabei auch in einer Pidginsprache gesehen, an deren Entwicklung aus dem Mittelpersischen auch das Türkische beteiligt war. Vor der russischen Eroberung wurden neben dem Persischen als Bildungs- und Literatursprache, die auch im offiziellen Bereich Verwendung fand, von der sesshaften wie der nomadischen Bevölkerung diverse turksprachliche Dialekte gesprochen, die ein Dialektkontinuum mit örtlichen Varietäten, aber ohne direkte ethnische Zuordnung bildeten. Daneben bestanden seit dem Frühmittelalter eine überörtliche türkische Literatursprachen, die in der modernen Turkologie mit den Bezeichnungen Karachanidisch (11. – 12. Jahrhundert), Choresm-Türkisch (13. – 14. Jahrhundert) und Tschagatai-Türkisch (ab dem 15. Jahrhundert) belegt werden. Die sprachlichen Unterschiede, die in diesem Wechsel der Bezeichnung zum Ausdruck kommen, sind dabei nicht nur der zeitlichen Fortentwicklung der Sprache geschuldet, sondern ganz erheblich auch dem Umstand, dass im Laufe der Zeit jeweils die Sprache eines anderen geographischen politischen Zentrums stilbildend wurde.
Durch die Einwanderung aus dem Steppenraum, verstärkt durch die Eroberungszüge des Mongolischen Großreichs Dschingis Khans und seiner Nachfolger, waren das Türkische ab dem 16. Jahrhundert zur vorherrschenden Sprache in Mawara’annahr, Choresmien/ Chwārizm und den nördlich angrenzenden Gebieten geworden.

## Die Verwendung des Begriffs ab der usbekischen Eroberung
Nachdem die Usbeken im 16. Jahrhundert Mawarannahr und Chwārizm erobert hatten, bezeichneten sie die unterworfene sesshafte Bevölkerung, gleich ob iranisch- oder turksprachig, als Sārt. Während ursprünglich die Bezeichnungen Sarte und Tadschike deckungsgleich waren, begann nun die Bezeichnung Sarte zunehmend ausschließlich die turksprachliche sesshafte Bevölkerung zu bezeichnen, während gleichzeitig die Differenzierung zwischen der alteingesessenen, sesshaften turksprachigen Bevölkerung und den zugewanderten Usbeken sich zunehmend zu verwischen begann, weil die Usbeken sesshaft wurden und sich akkulturierten.
Im Zuge der russischen Eroberung Mittelasiens und während der Zarenherrschaft in Mittelasien wurde dann von der russischen Kolonialverwaltung die Bezeichnung Sarten als ethnische Bezeichnung für die turksprachliche, sesshafte Bevölkerung Mittelasiens, zumal in Ferghana und im Syrdarya-Gebiet verwendet, die von der persisch-sprechenden Ethnie der Tadschiken geschieden wurde.
Wie die als Sarten bezeichnete Bevölkerung zu qualifizieren war, darüber gingen die Meinungen der russischen Orientalisten auseinander. Die einen sahen in ihnen türkisierte Angehörige ursprünglich iranischen Volkstums, andere eine genuin turkomongolische Bevölkerung. Im Bereich von Buchara war die Bezeichnung „Sarte“ bei der Bevölkerung verpönt, auch wegen der volksetymologischen Ableitung von sarı it (zu deutsch: „gelber Hund“), von russischer Seite wurde aber publizistische gegen die Selbstbezeichnung dieser Gruppen als „Türk“ vorgegangen, weil ein Zusammengehen mit den osmanischen Türken befürchtet wurde. Die sich entwickelnde einheimische Intelligenz wandte sich ebenfalls gegen den Gebrauch dieser ethnischen Bezeichnung.

## Aufgabe des Begriffs im frühen 20. Jahrhundert
Erstmals bei der Volkszählung von 1917 wurde versucht durch die Gleichsetzung von Usbeken und Sarten auf die Bezeichnung „Sarte“ zu verzichten. Im Zuge der politischen Ordnung Mittelasiens nach nationalen Gesichtspunkten begann man, insoweit der einheimischen Intelligenz folgend, die bisher als Sarten bezeichneten Bevölkerungsteile als Usbeken aufzufassen und einzuordnen. Bei der Gründung der nationalen Republiken der Usbeken und Turkmenen 1925 wurde die bisher als Sarten bezeichnete Bevölkerung den Usbeken zugeschlagen. In der Volkszählung 1926 war eine sartische Nationalität in den Fragebögen nicht mehr vorgesehen. Die Sarten verschwanden damit aus der Geschichte.